# Neustrelitz
Neustrelitz (IPA nɔʏˈʃtʁeːlɪts) er en by og kommune i det nordøstlige Tyskland, beliggende under Landkreis Mecklenburgische Seenplatte i delstaten Mecklenburg-Vorpommern. Indtil 2011 var den administrationsby i den nu nedlagte Landkreis Mecklenburg-Strelitz.

## Geografi
Neustrelitz er beliggende midt i det skov- og sørige Mecklenburgischen Seenplatte ved Zierker See, der via Kammerkanal og Woblitzsee er forbundet med Oberen Havel-Wasserstraße. I, og i nærheden af byen, ligger flere større og mindre søer: Glambecker See, Zierker See, Großer Fürstenseer See, Langer See, Krebssee og Domjüchsee.

## Historie
Strelitz er kendt fra og med 1278. I det 17. århundrede var Strelitz en del af hertugdømmet Mecklenburg-Güstrow til den sidste hertugs død i 1695. Derefter blev den en del af det nye hertugdømme Mecklenburg-Strelitz i (1701).
I 1712 brændte slottet Strelitz. Derefter boede hertugen og hans familie på et jagtslot ved Zierker See nordvest for Strelitz, og der opstod en ny by "Neustrelitz" omkring det. Den blev officiel hovedstad i Mecklenburg-Strelitz i 1736.
Neustrelitz beholdt hertugsædet indtil 1918 og var hovedstad i Freistaat Mecklenburg-Strelitz under Weimarrepublikken fra 1918 til 1933. I 1934 blev det forenet med Mecklenburg-Schwerin i naziregion/Gau Mecklenburg.
Den gamle by Strelitz fortsatte med at eksistere efter branden i 1712; den var en lille landsby og blev en bydel i Neustrelitz i 1931.

## Seværdigheder
Byens centrum er karakterisereret af barokarkitektur. Centrum er Marktplatz (markedspladsen), med Stadtkirche (byens kirke), bygget 1768-1778 overfor den Rathaus/rådhuset bygget i 1841 af Friedrich W. Buttel, en elev af Karl Friedrich Schinkel.
Barokslottet blev ødelagt i 1945, men parken (Schloßgarten) eksisterer stadig med sit 18-hundredetals Orangerie, slotskirken Schloßkirche bygget 1855-1859 i engelsk nygotik, det nyklassicistisk Hebetempel, og Louisetemplet bygget i 1891 som gravminde for dronning Louise af Preussen, født som prinsesse af Mecklenburg-Strelitz.